# Claut
Die Gemeinde Claut liegt in Nordost-Italien in der Region Friaul-Julisch Venetien. Sie liegt nördlich von Pordenone auf 613 m s.l.m. und hat 874 Einwohner (Stand 31. Dezember 2023).
Die Gemeinde umfasst neben dem Hauptort Claut acht weitere Ortschaften: Cellino di sopra, Cellino di sotto, Contròn, Creppi, Lesis, Matàn, Pinedo, Stoc und Vit. Die Nachbargemeinden sind Barcis, Chies d’Alpago (BL), Cimolais, Erto e Casso, Forni di Sopra, Forni di Sotto, Frisanco, Pieve d’Alpago (BL) und Tramonti di Sopra.

## Sport
Die Weltmeisterschaft im Skibergsteigen 2011 fand in Claut statt.

## Söhne und Töchter der Gemeinde
- Roger Grava (1922–1949), italienisch-französischer Fußballspieler